# Dimítrios Emmanouilídis
Dimítrios Emmanouilídis (en grec moderne : Δημήτριος Εμμανουηλίδης) est un homme politique grec.

## Biographie
Aux élections législatives grecques de janvier 2015, il est élu député au Parlement grec sur la liste de la SYRIZA dans la circonscription de Kavala.